# Déclaration préalable à l’embauche
En France, la Déclaration Préalable à l'Embauche ou DPAE est une procédure de déclaration systématique et nominative pour chaque salarié qu'un employeur a l'intention d'embaucher.
La déclaration peut s'effectuer en ligne sur le site internet de l'Urssaf, par téléphone, par fax ou par lettre recommandée avec avis de réception. L'employeur peut également se déplacer dans les locaux de l'organisme de protection sociale.
Depuis janvier 1996, cette démarche peut également se faire par l'intermédiaire de la déclaration unique d'embauche.

## Salariés concernés
Tous les salariés (sauf les stagiaires) sont concernés, quels que soient la nature, la durée ou le lieu d'exécution de leur contrat de travail. Certains dispositifs d'embauche de salariés intègrent automatiquement cette formalité. La déclaration préalable à l'embauche doit être effectuée par l'employeur pour tous les autres dispositifs d'embauche :
- les salariés sous contrat à durée indéterminée ou déterminée
- les salariés intérimaires
- les travailleurs à domicile
- les salariés sous contrat d'apprentissage ou de qualification
- les journalistes, pigistes, artistes, intermittents du spectacle.

### Dispositifs intégrant automatiquement la déclaration préalable à l'embauche
Les adhérents au Titre emploi service entreprise (Tese), au Titre firmes étrangères (TFE) ou au Chèque emploi associatif (Cea) n’ont pas à effectuer de DPAE, celle-ci étant intégrée à ces dispositifs.

## Salariés non concernés
Les stagiaires ne font pas l'objet d'une déclaration préalable.